# Клио
Клио́ (др.-греч. Κλειώ, буквально — «дарующая славу», лат. Clio) — муза истории в древнегреческой мифологии. Дочь Зевса и богини памяти Мнемозины (Hes. Theog.). Согласно Диодору, получила имя от того, что воспевание в поэзии даёт восхваляемым великую славу (клеос).
Одна из 9 олимпийских муз.
По одной из версий, дочь Геи.
Клио стыдила Афродиту за любовь к Адонису, в отместку та внушила ей любовь к Пиеру, от которого она родила сына Гиакинфа. Согласно Советской исторической энциклопедии первоначально она, по-видимому, муза героической песни, провозвестница славы, а уже c классической эпохи и эллинизма — покровительница истории.
В честь Клио назван астероид (84) Клио, открытый в 1865 году.

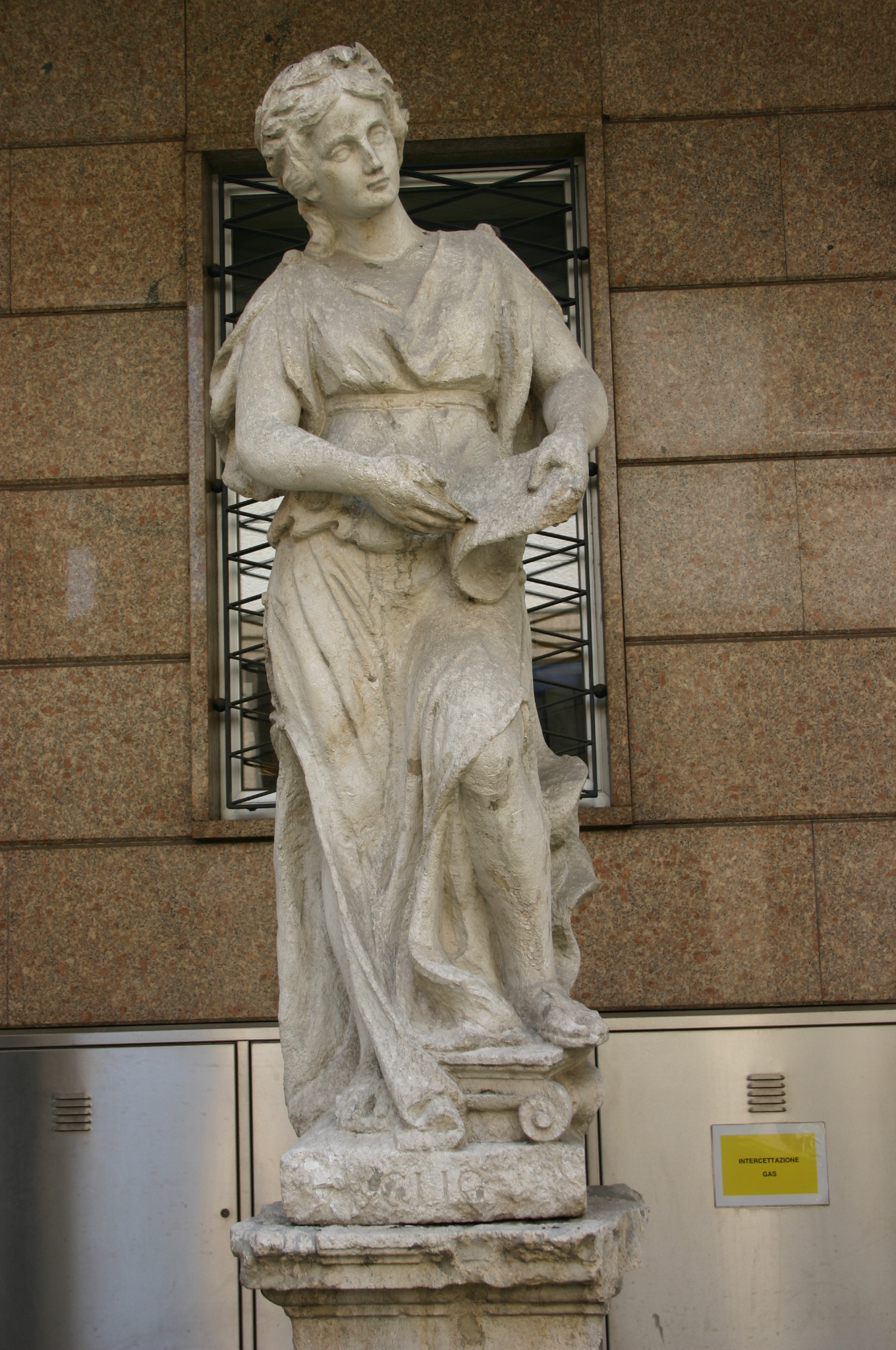
Статуя музы Клио

## Иконография
Изображалась в виде молодой женщины с одухотворенным, полным глубокой мысли лицом. В ранней традиции она изображалась с грифелем и со свитком папируса или пергамента, или с футляром, шкатулкой для свитков.
В 1593 г. итальянский писатель Чезаре Рипа в своей книге «Иконология» предложил следующие аллегорические атрибуты для изображений Клио:
- Лавровый венок (символ доблести и благородства)
- Труба (символ славы)
- Том исторического сочинения

Яркий пример использования этих атрибутов Клио в живописи — картина Вермеера «Мастерская художника» (1667).